# 无毛小果叶下珠
无毛小果叶下珠（学名：Phyllanthus reticulatus var. glaber）为大戟科叶下珠属下的一个变种。

## 扩展阅读
- 維基物種上的相關：无毛小果叶下珠